# Neil Alberico
Neil Alberico (Los Gatos, Californië, 7 oktober 1992) is een Amerikaans autocoureur.

## Carrière
Alberico begon zijn autosportcarrière in het karting in 2004, waar hij tot 2010 actief bleef. In 2011 maakte hij de overstap naar het formuleracing, waarbij hij zijn debuut maakte in de Britse Formule Ford voor het team Cliff Dempsey Racing. Met een vierde plaats op Brands Hatch als beste resultaat werd hij negende in het kampioenschap met 268 punten. Tevens werd hij dat jaar derde in het Formule Ford Festival.
In 2012 stapte Alberico over naar Amerika om deel te nemen aan de U.S. F2000 voor JDC Motorsports. In het winterkampioenschap eindigde hij als zevende in de eindstand met drie vijfde plaatsen op de Palm Beach International Raceway als beste resultaat. In het hoofdkampioenschap werd hij met één podiumplaats op de Virginia International Raceway eveneens zevende met 170 punten.
In 2013 bleef Alberico in de U.S. F2000 rijden, maar stapte hij over naar het team Cape Motorsports with Wayne Taylor Racing. Hij domineerde het winterkampioenschap met vijf overwinningen en één tweede plaats uit zes races om kampioen te worden met 186 punten. In het hoofdkampioenschap behaalde hij zes overwinningen op de Sebring International Raceway, de Lucas Oil Raceway at Indianapolis, het Stratencircuit Toronto, de Mid-Ohio Sports Car Course (tweemaal) en het Stratencircuit Houston om achter Scott Hargrove tweede te worden in de eindstand met 277 punten.
In 2014 begon Alberico zijn seizoen in de Nieuw-Zeelandse Toyota Racing Series, waarbij hij uitkwam voor Victory Motor Racing. Met een vijfde plaats op de Timaru International Motor Raceway als beste resultaat werd hij vijftiende in het kampioenschap met 378 punten. Direct hierna keerde hij terug naar Amerika om deel te nemen aan het Pro Mazda Winterfest voor Cape Motorsports en eindigde als achtste in dit kampioenschap met twee vijfde plaatsen op het Barber Motorsports Park als beste resultaten. Later dat jaar reed hij ook in het hoofdkampioenschap van het Pro Mazda Championship en werd achter Spencer Pigot en Scott Hargrove derde met 239 punten, ondanks dat hij bij zijn vier bezoeken aan het podium geen enkele race won.
In 2015 reed Alberico enkel in het hoofdkampioenschap van het Pro Mazda Championship voor Cape Motorsports. Hij won vier races op het Stratencircuit Saint Petersburg (tweemaal), het Barber Motorsports Park en de Mid-Ohio Sports Car Course om achter Santiago Urrutia als tweede te eindigen in het kampioenschap met 302 punten.
In 2016 maakt Alberico de overstap naar de Indy Lights, waarbij hij uitkomt voor het team Carlin.